# Димитър Ничев
Димитър (Диме) Тодоров Ничев е български общественик и революционер, деец на Вътрешната македоно-одринска революционна организация.

## Биография
Димитър Ничев е роден в град Велес, тогава в Османската империя. Баща му е занаятчия, но успешно издържа и четирите си деца да завършат българските гимназии в Солун. Сестрата на Димитър Сава Ничева (1883 – 1940) се установява в София през 1900 година и се жени за фелдшера Стоян Узунов. Заради революционна дейност Димитър Ничев е осъден от османската власт на 101 години затвор.
| Чета на Димитър Ничев, 18 ноември 1906 година | Чета на Димитър Ничев, 18 ноември 1906 година | Чета на Димитър Ничев, 18 ноември 1906 година | Чета на Димитър Ничев, 18 ноември 1906 година | Чета на Димитър Ничев, 18 ноември 1906 година |
| Номер                                         | Име                                           | Селище                                        | Околия                                        | Забележка                                     |
| --------------------------------------------- | --------------------------------------------- | --------------------------------------------- | --------------------------------------------- | --------------------------------------------- |
| 1.                                            | Диме Ничев                                    | Велес                                         |                                               | завърнал се                                   |
| 2.                                            | Велко Апостолов                               | Попадия                                       | Велешка                                       |                                               |
| 3.                                            | Спиро Филипов                                 | Прилеп                                        |                                               |                                               |
| 4.                                            | Илия Тод. Жалбев                              | Велес                                         |                                               |                                               |
| 5.                                            | Никола Гелов                                  | Велес                                         |                                               |                                               |
| 6.                                            | Гьошо Йорданов                                | Дърлевци                                      | Велешка                                       |                                               |
| 7.                                            | Коле Панов                                    | Сълп                                          | Велешка                                       |                                               |
| 8.                                            | Милан Иванов                                  | Куманово                                      |                                               | завърнал се                                   |
| 9.                                            | Никола Христов                                | Велес                                         |                                               |                                               |
| 10.                                           | Никола Николов                                | Папрадище                                     | Велешка                                       |                                               |
| 11.                                           | Димо Недев                                    | Фариш                                         | Тиквешка                                      | завърнал се                                   |
| 12.                                           | Пано Петрушов                                 | Ново село или Ново село                       | Велешка                                       | завърнал се                                   |

През 1909 година, след контрапреврата в Цариград, Ничев взима участие в Комитета за обществена безопасност във Велес, който ръководи гражданските и военни власти в региона. В състава на комитета влизат 6 българи и 6 турци, като сърбоманите са изключени. В 1912 – 1913 година преподава в Солунската българска девическа гимназия.
След началото на Балканската война на 21 октомври 1912 година влиза в местната управа на Велес като околийски началник, заедно с Крум Зографов като полицейски началник и Александър Мартулков.
През декември 1912 година Ничев участва в срещата на македонски дейци във Велес, организирана от Димитър Чуповски, на която присъстват Ангел Коробар, Ризо Ризов, Александър Мартулков, Петър Попарсов, Йован Попйорданов, учителят Иван Елезов, Крум Зографов и Методи Попгошев. Те решават да изпратят представители на Лондонската конференция, както и в Париж за да се борят за запазване на целостта на Македония.
През Първата световна война е запасен поручик, взводен командир в Дванадесета артилерийска бригада. За бойни отличия и заслуги във войната е награден с орден „Св. Александър“ V степен.
Умира след 1918 година.